# Pokaždé, když onanujete, Bůh zabije koťátko
Pokaždé, když onanujete, Bůh zabije koťátko (anglicky Every time you masturbate… God kills a kitten) je obrázek (internetový mem) vytvořený členem websitu Fark.com v roce 2002. Zobrazuje kotě pronásledované dvěma Dōmo-kuny (maskoti japonské veřejnoprávní televizní společnosti NHK) a text: „Pokaždé, když onanujete, Bůh zabije koťátko. Prosím, myslete na koťátka.“ (Every time you masturbate… God kills a kitten. Please, think of the kittens.).
Slogan se původně objevil jako titulek „Fakt: pokaždé, když onanujete, Bůh zabije koťátko. Kolik jich ještě musí zemřít?“ (Fact: Every Time You Masturbate, God Kills a Kitten. How Many More Have to Die?) s fotografií kotěte na obálce satirické publikace Gonzo.
Michiganská církev Westwinds Community Church v USA slogan použila v antipornografické kampani.
Slogan se často používá v různých pozměněných podobách: Pokaždé, když …, Bůh zabije koťátko.